# Geai à face blanche
Cyanocorax formosus
Espèce
Statut de conservation UICN

 LC  : Préoccupation mineure
Le Geai à face blanche (Cyaocorax formosus) est une espèce de passereau de la famille des Corvidae.

## Répartition
Cet oiseau vit dans les forêts sèches du versant Pacifique d'Amérique centrale depuis Jalisco (Mexique) jusqu'à la provinde de Guanacaste (Costa Rica).

## Sous-espèces
D'après Alan P. Peterson, il existe les trois sous-espèces suivantes :
- Calocitta formosa azurea  Nelson 1897 ;
- Calocitta formosa formosa  (Swainson) 1827 ;
- Calocitta formosa pompata  Bangs 1914.